# シナジアパワー
株式会社シナジアパワーは、東北電力と東京ガスの折半出資で2015年に設立された小売電気事業者であった。

## 事業内容
2015年7月30日、東北電力と東京ガスの両社は、関東圏において電力の小売りを行う新会社の設立に合意したと発表。東京ガスは電力自由化を控え、発電所の増強を進めてきた。東北電力は高効率の火力発電所を電力の小売り自由化により東北地方での売り上げが低下する恐れがあり、市場規模の大きな関東での顧客開拓の必要に迫られていた。電力会社と都市ガス会社との異業種連携、東京電力の地盤である首都圏への東北電力グループの越境参入は注目をもって迎えられた。電力は東北電力と東京ガスから計85%、電力卸市場から15%を調達し、主に北関東の法人向けに高圧・特別高圧電力の供給を行った。2022年8月時点では約1200件の契約があった。
2020年度冬季には電力需給が逼迫し燃料費や電力調達コストが高騰。2020年3月期と2021年3月期の2期連続で債務超過となった。2022年ロシアのウクライナ侵攻により電力卸市場の価格は高止まりし、2019年より3年連続で純損益が赤字となる。2022年4月に新規の顧客受付を停止。同年8月に、11月30日をもって電力小売り事業を終了すると発表した。
シナジアパワーは2022年3月期も債務超過を解消できず、取引債務を全額弁済する資金はなく、一部顧客からの損害賠償が提訴されていたため、2022年12月1日に東京地方裁判所へ破産を申請。同日付で破産手続開始決定を受けた。